# Sri Yukteswar Giri
Pour les articles homonymes, voir Giri (homonymie).
Sri Yukteswar Giri (aussi orthographié Sriyukteswar Giri et Sriyukteshvar Giri) (devanagari : श्रीयुक्तेश्वर गिरि, bengali : শ্রীযুক্তেশ্বর গিরী) (10 mai 1855 - 9 mars 1936) est le nom monastique de Priyanath Karar (aussi orthographié Preonath Karar), le guru de Paramahansa Yogananda.
Sri Yukteswar fut Jyotisha (astrologue védique), yogin et un commentateur de la Bhagavad-Gita et de la Bible. Ce fut un disciple de Lahiri Mahasaya de Varanasi et un membre de la branche Giri de l'ordre des Swamis. Yogananda le nommait Sri Yukteswar Jnanavatar, ou « Incarnation de la Sagesse ».

## Biographie
Sri Yukteswar, dont le nom de naissance est Priya Nath Karar, est né à Serampore, en Inde, de Kshetranath Karar et Kadambini. Priya Nath perd son père à un jeune âge et assume une grande partie de la responsabilité de la gestion des exploitations agricoles de sa famille. Élève brillant, il passe les examens d'entrée et s'inscrit au collège missionnaire chrétien de Srirampur, où il s'intéresse à la Bible. Cet intérêt s'exprime plus tard dans son livre, The Holy Science, qui traite de l'unité derrière les principes scientifiques sous-jacents au yoga et à la Bible. Il fréquente également le collège médical de Calcutta (alors affilié à l'université de Calcutta) pendant près de deux ans.
Après avoir quitté l'université, Priya Nath se marie et a une fille. Sa femme meurt quelques années après son mariage et il est finalement initié Sdans l'ordre monastique des swami comme « Sri Yuktesvar Giri » (note: donc « Sri » n'est pas un honneur séparé, mais bien une partie de son nom). « [...] beaucoup suivent la procédure habituelle (pour écrire ou dire le nom de quelqu'un de façon informelle) et enlève le "Sri" pour dire seulement "Yukteswar", mais ce n'est pas correct. Si l'on veut mettre un "Sri" au début de manière dominante, alors son nom ressemblerait à : "Sri Sriyukteswar Giri". »
En 1884, Priya Nath rencontre Lahiri Mahasaya, qui devient son Guru et l'initie au Kriya Yoga. Sri Yukteswar passe beaucoup de temps les années suivantes en compagnie de son guru, en visitant souvent Lahiri Mahasaya à Benares. En 1894, en assistant au Kumbha Mela à Allahabad, il rencontra le Guru de Lahiri Mahasaya, Mahavatar Babaji, qui demande à Sri Yukteswar d'écrire un livre comparant les écritures hindoues et la Bible. Mahavatar Babaji accorde également à Sri Yukteswar le titre de « Swami » lors de cette réunion. Sri Yukteswar complète le livre demandé en 1894, en le nommant Kaivalya Darsanam ou The Holy Science.

## Vie spirituelle
Yukteswar convertit sa grande maison familiale de deux étages à Serampore en un ashram, nommé « Priyadham », où il réside avec des étudiants et des disciples. En 1903, il établit également un ashram dans la ville balnéaire de Purî, en le nommant « Karar Ashram ». De ces deux ashrams, Sri Yukteswar enseigne aux étudiants et commence une organisation appelée « Sadhu Sabha ».
Un intérêt pour l'éducation permet à Sri Yukteswar d'élaborer un syllabus pour les écoles, sur la physique, la physiologie, la géographie, l'astronomie et l'astrologie. Il écrit également un livre pour les Bengalis sur l'apprentissage de l'anglais de base et de l'Hindi appelé First Book et écrit un livre de base sur l'astrologie. Plus tard, il s'intéresse à l'éducation des femmes, ce qui est rare au Bengale à cette époque.
Yukteswar est spécialement qualifié dans Jyotiṣa (astrologie indienne), et prescrit diverses pierres précieuses astrologiques et des bracelets à ses étudiants. Il étudie également l'astronomie et la science, comme en témoigne la formulation de sa théorie Yuga dans The Holy Science.

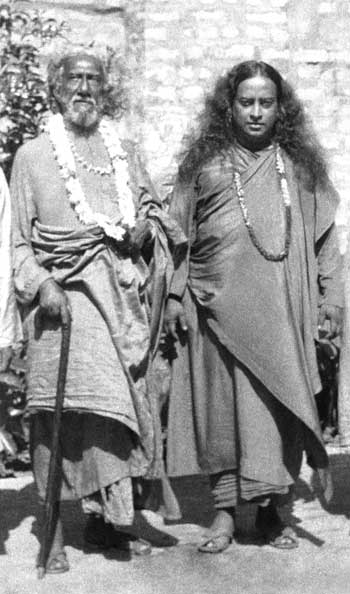
Sri Yukteswar et son disciple, Paramahansa Yogananda

Il n'a que quelques disciples à long terme, mais en 1910, le jeune Mukunda Lal Ghosh deviendra le disciple le plus connu de Sri Yukteswar, répandant les enseignements du Kriya Yoga à travers le monde comme Paramahansa Yogananda avec son église de toutes les religions - Self-Realization Fellowship/Yogoda Satsanga Society of India. Yogananda attribue le petit nombre de disciples de Sri Yukteswar à ses méthodes de formation strictes, dont Yogananda déclare que « ne peut être décrit comme autre chose que drastique ».
En ce qui concerne le rôle du Guru, Sri Yukteswar déclare :
« Regardez, il est inutile de croire aveuglément que, après vous avoir touché, vous serez sauvé, ou qu'un chariot du paradis vous attendra. En raison de l'accomplissement du guru, le toucher sanctifiant devient une aide dans l'épanouissement de la Connaissance, et étant respectueux d'avoir acquis cette bénédiction, vous devez vous-même devenir un sage et continuer sur le chemin pour l'élévation de votre âme en appliquant les techniques de sadhana données par le guru ».
L'auteur Walter Evans-Wentz décrit son impression de Sri Yukteswar dans la préface du livre Autobiographie d'un Yogi de Yogananda :
« Sri Yukteswar était de douceur et de voix, d'une présence agréable et digne de la vénération, que ses disciples lui accordaient spontanément. Toute personne qui le connaissait, que ce soit de sa propre communauté ou non, l'a tenu en plus haute estime. Je me rappelle de façon vivace sa grande figure droite, ascétique, vêtue du costume de couleur safran de celui qui a renoncé aux quêtes mondaines, alors qu'il se tenait à l'entrée de l'ermitage pour me donner la bienvenue. Ses cheveux étaient longs et un peu frisés, et son visage barbu. Son corps était musclé, mais mince et bien formé, et son pas énergique ».
Yukteswar atteint le mahasamadhi à Karar Ashram, Puri, en Inde, le 9 mars 1936.

## The Holy Science
Article principal : The Holy Science
Sri Yukteswar écrit The Holy Science en 1894. Dans l'introduction, il écrit :
« Le but de ce livre est de montrer aussi clairement que possible qu'il existe une unité essentielle dans toutes les religions ; qu'il n'y a pas de différence dans les vérités inculquées par les diverses croyances ; qu'il n'existe qu'une seule méthode par laquelle le monde, à la fois externe et interne, a évolué ; et qu'il n'y a qu'un seul but admis par toutes les écritures ».
Le travail introduit de nombreuses idées qui étaient révolutionnaires pour l'époque[citation nécessaire]. Par exemple, Sri Yukteswar rompt avec la tradition hindoue en déclarant que la terre n'est pas à l'époque du Kali Yuga, mais a avancé à Dvapara Yuga. Sa conviction est fondée sur une nouvelle perspective de la précession des équinoxes. Il introduit également l'idée que le soleil prend une « étoile pour son double », et tourne autour d'elle en une période de 24 000 ans, ce qui explique la précession de l'équinoxe. La recherche sur cette théorie est menée par l'Institut de Recherche Binaire, qui a produit un documentaire sur le sujet intitulé The Great Year, narré par James Earl Jones. Il existe une application Apple iPhone pour effectuer les calculs de Sri Yukteswar, tout comme il existe des calculatrices pour les devises, les longueurs, les zones et les volumes.
La théorie du compagnon binaire du Soleil exposée par Sri Yukteswar dans The Holy Science a attiré l'attention de David Frawley, qui l'a écrit dans plusieurs de ses livres. Selon Frawley, la théorie offre une meilleure estimation de l'âge de Rama et de Krishna et d'autres personnages indiens historiques importants que d'autres méthodes de datation, qui estiment que certains de ces personnages ont vécu il y a des millions d'années, en contradiction avec l'histoire humaine.

## Disciples remarquables
- Paramahansa Yogananda
- Satyananda Giri

## Dans la culture populaire
Le visage de Sri Yukteswar peut être vu sur la couverture de l'album des Beatles, Sgt. Pepper's Lonely Hearts Club Band  (1967). Il apparaît en haut à gauche de la foule derrière les Beatles.